# Prosevania binghami
Prosevania binghami är en stekelart som först beskrevs av Cameron 1907.  Prosevania binghami ingår i släktet Prosevania och familjen hungersteklar. Inga underarter finns listade i Catalogue of Life.